# Yanique Thompson
Yanique Thompson (née le 12 mars 1996) est une athlète jamaïcaine, spécialiste du 100 mètres haies. 

## Biographie
Championne du monde jeunesse du 100 m haies en 2013, elle réalise la meilleure performance mondiale cadet de la discipline (haies de 76,2 cm) avec le temps de 12 s 94.
Elle remporte la médaille de bronze du 100 mètres haies lors des Jeux du Commonwealth de 2018, à Gold Coast, devancée par Tobi Amusan et Danielle Williams.

## Palmarès
| Date | Compétition                  | Lieu       | Résultat | Temps   |
| ---- | ---------------------------- | ---------- | -------- | ------- |
| 2013 | Championnats du monde cadets | Donetsk    | 1re      | 12 s 94 |
| 2018 | Jeux du Commonwealth         | Gold Coast | 3e       | 12 s 97 |
| 2018 | Championnats NACAC           | Toronto    | 6e       | 13 s 02 |
| 2019 | Jeux panaméricains           | Lima       | 4e       | 13 s 11 |

## Records
| Épreuve     | Temps   | Lieu     | Date         |
| ----------- | ------- | -------- | ------------ |
| 100 m haies | 12 s 69 | Kingston | 25 juin 2017 |